# Snart kommer det en vind
"Snart kommer det en vind" är en sång från 1990 skriven av Ingemar Wallén och Pugh Rogefeldt. Den finns med på Rogefeldts album Människors hantverk (1991), men utgavs också som singel 1990.
Singeln nådde som en tjugondeplats på den svenska singellistan, där den stannade en vecka. Bättre gick det på Svensktoppen där den låg fjorton veckor mellan den 26 augusti och 1 december 1990. Mellan den 2 september och 13 oktober låg den på en förstaplats.
Låten spelades in 1993 av dansbandet Grönwalls på albumet Waikiki Beach. Den har också getts ut på flera samlingsalbum av Rogefeldt.

## Låtlista
1. "Snart kommer det en vind" (Ingemar Wallén, Pugh Rogefeldt)
2. "Tektor och Hjert" (trad., Rogefeldt)

### CD
1. "Snart kommer det en vind" (Ingemar Wallén, Pugh Rogefeldt)
2. "Tektor och Hjert" (trad., Rogefeldt)
3. "En ny rebell i byn" (Rogefeldt)

## Listplaceringar
| Lista (1990) | Position |
| ------------ | -------- |
| Sverige      | 20       |

### Fotnoter
1. 1 2  ”"Snart kommer det en vind"”. Svensk mediedatabas. http://smdb.kb.se/catalog/search?q=pugh+rogefeldt+stockholm+year%3A1980-1989&sort=OLDEST. Läst 19 januari 2013.
2. 1 2  Placering på den svenska singellistan
3. ↑  ”Svensktoppen 1990”. Sveriges Radio. http://sverigesradio.se/diverse/appdata/isidor/files/2023/3486.txt. Läst 19 januari 2013.